# 2022년 벤쿠버 국제 영화제
제41회 벤쿠버 국제 영화제는 2022년 9월 29일에 열린 시상식이다.

## 수상 및 후보

### 캐나다 장편상
- 라이스보이 슬립스 - 안소니 심 수상

### 캐나다 단편상
- Baba - Meran Ismailsoy 외 1명 수상

### 캐나다 신인감독상
- 팔콘 레이크 - 샬롯 르 본 수상

### 캐나다 다큐멘터리상
- 고독의 지리학 - 재클린 밀스 수상

### 뱅가드상
- 아더 캐니볼스 - 프란체스코 소사이 수상

### BC 작품상
- 언틸 브랜치스 밴드 - 소피에 자비스 수상

### 관객상 - 갈라 & 스페셜 프레젠테이션
- 더 그리즐리 트루스 - 캐슬린 제이미 수상

### 관객상 - 쇼케이스
- 크리스탈 피트: 엔젤스 아틀라스 - 첼시 맥멀란 수상

### 관객상 - 파노라마
- 더 블루 카프탄 - 마리암 투자니 수상

### 관객상 - 뱅가드
- 하비스트 문 - 아마사칸 발지냠 수상

### 관객상 - 인사이츠
- The Klabona Keepers - Tamo Campos 외 1명 수상

### 관객상 - 노던 라이츠
- 라이스보이 슬립스 - 안소니 심 수상

### 관객상 - 스펙트럼
- 더 허미트 오브 트레이그 - 리지 맥켄지 수상

### 관객상 - 포트레이츠
- 레이 다운 유어 허트 - 마리 클레멘츠 수상

### 관객상 - 알터드 스테이츠
- 로데오 - 롤라 퀴보롱 수상

### 갈라 & 스페셜 프레젠테이션
- 본즈 오브 크로우즈 - 마리 클레멘츠
- 더 벤시즈 오브 이니시린 - 마틴 맥도나
- 코사지 - 마리 크로이처
- 헤어질 결심 - 박찬욱
- 엠파이어 오브 라이트 - 샘 멘데스
- 에오 - 제르지 스콜리모우스키
- 더 그리즐리 트루스 - 캐슬린 제이미
- 원 파인 모닝 - 미아 한센-러브
- 더 선 - 플로리안 젤러
- 스타스 앳 눈 - 클레어 드니
- 트라이앵글 오브 새드니스 - 루벤 외스틀룬드
- 더 웨일 - 대런 아로노프스키
- 우먼 테이킹 - 사라 폴리
- 브로커 - 고레에다 히로카즈

### 쇼케이스
- 알카라스 - 카를라 시몬
- 비포, 나우 & 댄 - 카밀라 안디니
- 블랙 아이스 - 허버트 데이비스
- 보이 프롬 헤븐 - 타릭 살레
- 브라더 - 클레멘트 버고
- 콜 제인 - 필리스 나지
- 클로즈 - 루카스 돈트
- 크리스탈 피트: 엔젤스 아틀라스 - 첼시 맥멀란
- 에밀리 - 프란시스 오코너
- 성스러운 거미 - 알리 아바시
- 클론다이크 - 마리나 고바치
- 마더후드 - 히로키 류이치
- 노스텔지아 - 마리오 마르토네
- 퍼시픽션 - 알베르트 세라
- 페터 폰 칸트 - 프랑소와 오종
- R.M.N. - 크리스티안 문주
- 토리 앤 로키타 - 뤽 다르덴 외 1명
- 바이킹 - 스테판 라플뢰르

### 알터드 스테이츠
- 블레이즈 - 델 캐서린 바튼
- 납골당 - 미셸 가르자 세르베라
- 레오노르는 죽지 않는다 - 마르티카 라미레스 에스코바르
- 퀀텀 카우보이스 - 제프 마슬렛
- 로데오 - 롤라 퀴보롱
- 해시태그 시그네 - 크리스토퍼 보글리
- 스모킹 커즈스 코핑 - 미스터 와조
- 음모론의 단서 - 저스틴 벤슨

### 국제 단편 부문
- 바이 바이 - 아멜리에 보닌
- 어 디프런트 플레이스 - 소피 블랙
- Island of Freedom - Petr Januschka 외 1명
- 더 세레머니 - 라일 터너
- 더 코르모란 - 루브나 플레이우스트
- 메그니파이드 시티 - 이사쿠 카네코
- 킬링 아워셀브즈 - 마야 야들린
- 무무 - 샤 모
- Baby - Cristina Sanchez Salamanca
- 엘리 - 페르난도 보넬리
- 네스트 - 제임스 헌터
- 퍼더 앤 퍼더 어웨이 - 폴렌 라이
- My Name Is Anti - Andreas Vakalios 외 1명
- 오에스티 - 아비초크 찬드라센
- 찬란한 응징 - 안토니오 마르치알레
- 주디, 주디, 주디 - 제시카 맥거프
- 마리안 - 줄리엔 가스파-올리버리
- 인사이드 요코 - 레오 베르네 외 1명
- 플라스틱 킬러 - 호세 포조
- 더 사일런트 원스 - 바실리 뷔유맹
- 개기일식 - 알리레자 가세미
- A Moral Man - Paul and Simon Wade
- For Real - Ernest Lorek
- Perspective - Alaa Algburi
- 더 론 울프 - 필리페 멜로
- Before Birth - Alex Mena 외 1명
- Firecracker Bullets - Chad Charlie
- 폰토 파이널 - 미구엘 로페즈 베라자
- Will You Look at Me - Shuli Huang
- 포 유 투데이 더 라이트 오브 더 썬 윌 낫 샤인 - 안드레아 보돌리
- Empire of My Melodious Mind - The Land Within
- A l’unisson (Paper talk) - Nathalie Dunselman
- Baile da Magia (Prom and Potions) - Ana Maria Teixeira Hora
- Trailblazer - Jenna Hammerlindl and Heather Addison
- The Hill We Climb - Youth participants with Wide Angle Youth Media
- Self - Gagan Kumar C
- The White Rose - Ian Kim
- Solitude - Fiyin Coker
- 아빠에게 - 와카 위카이어 제임스
- Lonely Souls - Finn Morgan-Roberts
- Dear Karen - Mika Washington
- 파사팔라브라 - 안드레아 테스티니
- Sound of Borders - Bahar Rezvanifar
- Patterns in Our Lives - Leili Hamidi
- Fishing - Andreas Duerr
- She Said, She Said - Fraser Hannay
- CITSALP - Jean A. Evangelista
- Power - Hannah Gallant 외 3명
- Through - Gaukhar Akzhol 외 1명
- 파이어웍스 - 니콜라 르클레르
- 격리는 아냐 - 줄리앙 리

### 모즈
- 레이크 오브 파이어 - 네오준
- 더 스탑오버 - 컬렉터프 페어-파아트
- 아주, 아주, 엄청나게 - 광리 리우
- 창 밖에 개구리가 비처럼 내리고 있다 - 마리아 에스텔라 파이소
- 더 어스 윌 스왈로우 잇 올 - 도미닉 릿첼
- 워치 더 파이어 오어 번 인사이드 잇 - 캐롤린 포기 외 1명
- 프렐류드 Op. 28 No.2 - 제니 토이카
- 라이카 - 데보라 스트랫맨
- 기생가족 - 프라팟 지와랑산
- 더 프루트 트리 - 이자벨 톨레나에레
- 세이빙 썸 랜덤 인시그니피컨트 스토리즈 - 아나 파조프
- 네이버 압디 - 도위 다익스트라
- 백플립 - 니키타 디아커
- 우먼 애즈 이미지, 맨 애즈 베어러 오브 더 룩 - 카를로스 벨란디아
- 반짝이는 작은 동물 - 요나탄 슈벵크
- 인터미션 - 레카 부시
- 퍼포레이티드 리얼리티 - 구스타프 브롬스
- Hardly Working - Total Refusal

### 뱅가드
- 하비스트 문 - 아마사칸 발지냠
- 노우 유어 플레이스 - 지아 모하제르자스비
- 더 로커스트 - 피즈 아지즈카니
- 모하 베스나 - 사라 컨
- 나이트사이렌 - 테레자 느보토바
- 아더 캐니볼스 - 프란체스코 소사이
- 토터스 언더 더 어스 - 쉬시 자하
- 엉클 - 데이비드 카팍 외 1명

### 인사이트
- 1341 프레임스 오브 러브 앤 워 - 랜 탈
- 아담 온드라: 푸싱 더 리미츠 - 페트르 자루바 외 1명
- 올 댓 브리스 - 샤우낙 센
- 불 속에서 - 저스틴 크룩 외 1명
- 프레이밍 아그네스 - 체이스 조인트
- 굿 나잇 오피 - 라이언 화이트
- 이프 유 알 어 맨 - 사이먼 파나이
- 킬링 오브 어 저널리스트 - 맷 사르네키
- The Klabona Keepers - Tamo Campos 외 1명
- 라스트 플라이트 홈 - 온디 티모너
- 러브 윌 컴 레이터 - 줄리아 퓨어
- 마이 이매지너리 컨트리 - 파트리시오 구스만
- Rebellion - Maia Kenworthy 외 1명
- 레트로그레이드 - 매튜 하이네만
- Unarchived - Hayley Gray 외 1명

### 숏 포럼
- 뮤니시플 릴렉세이션 모듈 - 매튜 랜킨
- 더 러너 - 아마르 체비브
- 코인 슬롯 - 스콧 존스
- 나니틱 - 캐롤 응우옌
- 마리포사 - 존 그레이슨 외 1명
- From Chile to Canada: Media Herstories - Sonia Medel 외 1명
- 당신의 세계를 생각하다 - 커트 워커
- 루미네이션 - 애슐리 베일런코트
- 마더스 스킨 - 레아 존스턴
- 아이 씨 미 왓칭 - 시드니 고든
- 스케어링 위민 앳 나이트 - 카리마 자키아 이사
- 블론드 나이트 - 가브리엘 드메르
- 어도어 - 베스 워리안
- 퍼스트 먼스 오브 프리덤 - 크리스 리
- 텅 - 요시다 카호
- 패티 Vs. 패티 - 크리스 스트라이크스
- 마이너스 트웬티 - 잭 파커
- 시키투 - 가브리엘 앨러드 가뇽
- 타이달 - 클로이 반 랜드슈트 외 1명
- 체이싱 버즈 - 우나 로렌젠
- 파코 - 캔트 동귄즈
- 힐스 앤 마운틴스 - 살라 파쉬투냐르
- 덜파 - 쿤상 키롱
- 스퀘어 페그 - 크리스티안 부네아
- 홀스 브라더스 - 밀로스 미트로비치 외 1명
- 테러/포밍 - 라일런 프라이데이
- 레드 하우스 - 베리 도프
- 마이 쏘츠 이그젝틀리 - 마이크 아치볼드
- 티비 - 자렛 투영맨
- 파밍 더 셀프 - 안드레아 크리스티니
- 섹시 하이랜드 스트림 - 네이선 애들러
- 레이트 썸머 - 라이언 스틸
- 더 발라드 오브 거스 - 브라이언 반하트
- 로즈 - 록산 화이트빈
- 레스테 - 진저 르 페슈르
- 프로 풀 - 알렉 프로노보스트
- 아고니 - 아르노 보두
- 더 페어웰 플레이스 - 케니 웰시
- I Empower as a Mother - Inder Nirwan 외 1명
- Brasier - Amelia Raposo 외 1명
- 더 패싱 - 잭슨 하비
- 로켓 퓨얼 - 제시 포스투무스
- 하트비트 오브 어 네이션 - 에릭 잔비어
- 더 플라잉 세일러 - 아만다 포비스 외 1명
- 미팅 위드 로버트 돌 - 프랑수아 하비
- 엔'사사잇크 - 아시아 영맨
- 아이, 썬 - 줄리앙 팔라르도
- Baba - Meran Ismailsoy 외 1명
- 그로운 인 다크니스 - 데빈 쉐어스
- 라 플라그 옥스 에트레스 - 켄드라 맥러플린

### 파노라마
- 애프터썬 - 샬롯 웰스
- 애즈 베스타스 - 로드리고 소로고옌
- 더 블루 카프탄 - 마리암 투자니
- 카라히타 - 실비나 슈니처 외 1명
- 도스 에스테시오네스 - 후앙 파블로 곤잘레스
- 팔콘 레이크 - 샬롯 르 본
- 필드 오브 블러드 - 주앙 마리오 그릴로
- 포가레우 - 플라비아 네베스
- 더 포저 - 매기 페렌
- 조이랜드 - 사임 사디크
- 가라오케 - 모셰 로젠탈
- 레오노라 아디오 - 파올로 타비아니
- 라이크 어 피쉬 온 더 문 - 도르나즈 하지하
- 마이그레트 - 빠트리스 르꽁트
- 어 매터 오브 트러스트 - 아네트 K. 올레센
- 메디터레이니언 피버 - 마하 하즈
- 더 마운틴 - 토마스 살바도르
- 내니 - 니키아투 주수
- 나욜라 - 호세 미구엘 리베이로
- 노 프리어 어포인트먼트 - 베루즈 쇼아이비
- 소설가의 영화 - 홍상수
- 원스 어폰 어 타임 인 캘커터 - 아딧야 비크람 센굽타
- 피아페 - 앤 오렌
- 어 피스 오브 스카이 - 마이클 코치
- 플랜 75 - 하야카와 치에
- 퀸즈 오브 더 킹 다이내스티 - 애쉴리 맥켄지
- 라비예 쿠르나즈 vs. 조지 W. 부시 - 안드레아스 드레센
- 강변의 무코리타 - 오기가미 나오코
- 스칼렛 - 피에트로 마르첼로
- 칠중주: 홍콩 이야기 - 홍금보 외 6명
- 스톤월링 - 지 황 외 1명
- 데어 데어 - 앤드류 부잘스키
- 천둥 - 카멘 재퀴어
- 우타마 - 알레한드로 로아자 그리시
- 위 아 패밀리 - 베니 라우
- 왓 위 두 넥스트 - 스티븐 벨버
- 어 우먼 이스케이프 - 소피아 보다노위즈 외 2명
- 워드 - 비타 파카노바
- 자토펙 - 다비드 온드리첵

### 노던 라이츠
- 애니옥스 - 제시카 존슨 외 1명
- 백 홈 - 니샤 플래처
- 콘크리트 밸리 - 앙트완 부르헤스
- 골든 딜리셔스 - 제이슨 카맨
- 더 메이든 - 그레이엄 포이
- 노스 오브 노멀 - 칼리 스톤
- 라이스보이 슬립스 - 안소니 심
- 로지 - 게일 모리스
- 소프트 - 조셉 아멘타
- 썸띵 유 세드 라스트 나이트 - 루이스 드 필리피스
- 디스 하우스 - 마리암 찰스
- 언틸 브랜치스 밴드 - 소피에 자비스
- 웬 타임 갓 라우더 - 코니 코키아
- 유 캔 라이브 포에버 - 마크 슬러츠키 외 1명

### 스펙트럼
- 8 스토리즈 어바웃 마이 히어링 로스 - 차로 마토
- 데이 에프터... - 카마르 아흐마드 사이몬
- 인체해부도 - 루시엔 캐스팅-테일러 외 1명
- 더 이클립스 - 나타사 어반
- 고독의 지리학 - 재클린 밀스
- 더 허미트 오브 트레이그 - 리지 맥켄지
- 라이엇스빌,유에스에이 - 시에라 페텐길
- 씨 유 프라이데이, 로빈슨 - 미트라 파라하니

### 포트레이츠
- 세자리아 에보라, 삶을 노래하다 - 아나 소피아 폰세카
- 댄싱 피나 - 플로리안 헤인젠-지옵
- 에버 데들리 - 첼시 맥멀란 외 1명
- 고야, 카리에 앤 더 고스트 오브 부뉴엘 - 호세 루이스 로페즈-리나레스
- 호퍼 - 언 아메리칸 러브 스토리 - 필 그랍스키
- 더 킹 오브 우시아 - 임정걸
- 레이 다운 유어 허트 - 마리 클레멘츠
- 더 멜트 고즈 온 포에버: 더 아트 앤 타임즈 오브 데이비드 하몬스 - 해롤드 크룩스 외 1명
- 뮤직 픽처스 - 벤 체이스
- 오케이! (더 ASD 밴드 필름) - 마크 본
- 소비에트 버스 스탑 - 크리스토페르 헨스바드